# Památník Cypriána Lelka
Památník Cypriána Lelka se nachází v Dolním Benešově v zámeckém parku, v Opavské pahorkatině v okrese Opava v Moravskoslezském kraji.

## Další informace
Památník Cypriána Lelka je věnováný památce buditele slezského národa, kterým byl místní rodák, katolický kněz, učitel, politik a spisovatel Cyprián Lelek. Památník je umístěn u vyhlídky mezi keři v západním konci zámecké zahrady. Na památníku z přírodního netesaného kamene je umístěna hlazená černá kamenná deska s nápisem:
| „ | BUDITELI MORAVCŮ P. CYPRIÁNU LELKOVI *20. 10. 1812 V DOLNÍM BENEŠOVĚ †26. 4. 1883 VE VODCE VĚNUJÍ VDĚČNÍ KRAJANÉ | “ |

V centru Dolního Benešova je také náměstí Cypriána Lelka.

## Galerie

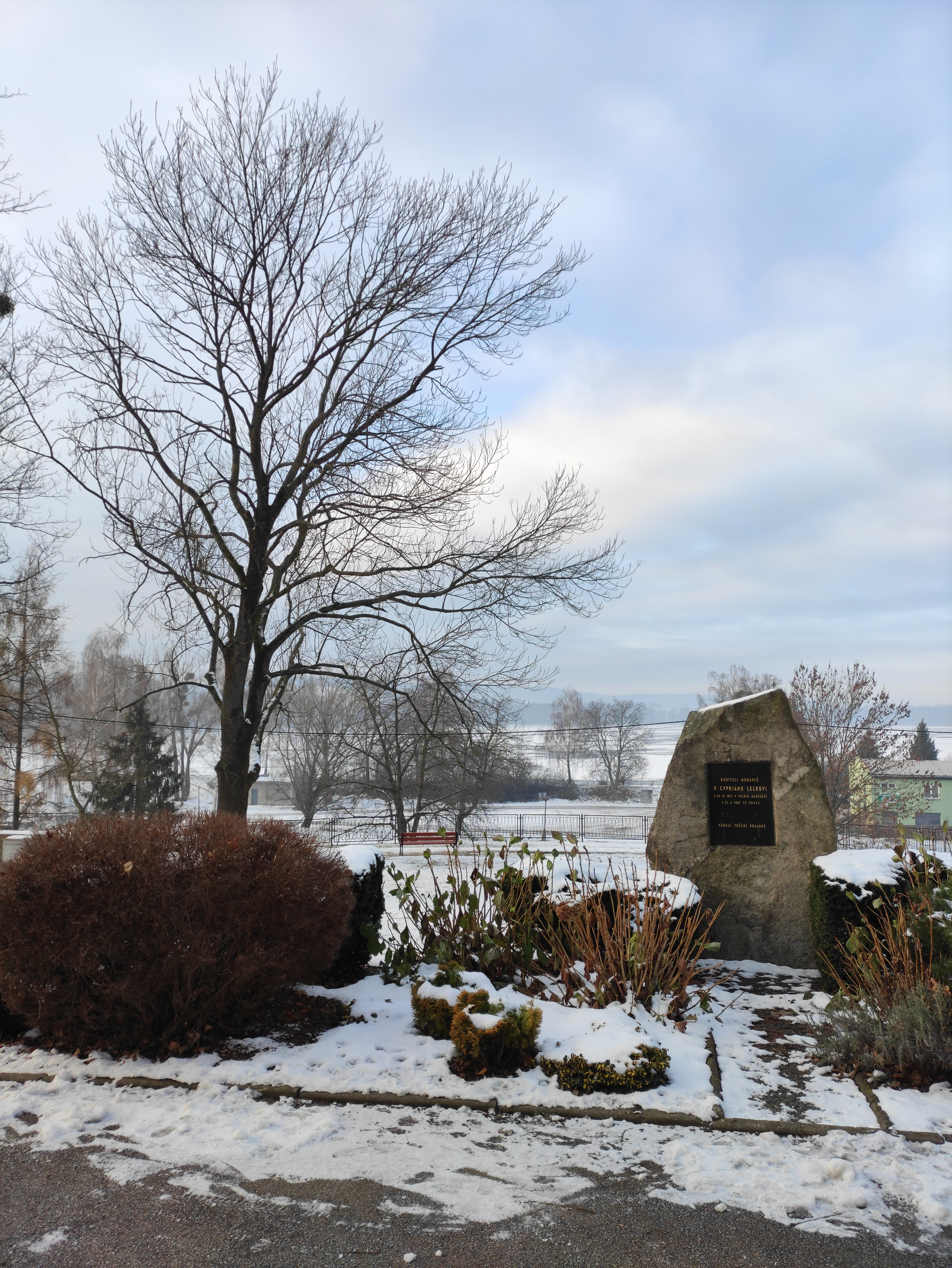